# Bulevar de Teherán
 No debe confundirse con Teherán
Teheranno (en coreano "Bulevar de Teherán") es una calle en el distrito de Gangnam-gu en Seúl, Corea del Sur.
Se extiende a través de la estación de Gangnam Yeoksam-dong y en Samseong-dong y se conoce coloquialmente como "Valle de Teherán" (haciendo un paralelismo con Silicon Valley) debido al gran número de empresas relacionadas con internet que operan allí y entre las que se encuentran portales de internet, Daum, Naver, Google, Samsung Electronics o Hynix.
También hay instituciones financieras y otras empresas como POSCO, Standard Chartered y Citibank.
Algunos de los rascacielos más altos de Corea e inmuebles más caros están en Teheranno, mientras que Gobierno Metropolitano de Seúl estima que más de la mitad del capital de riesgo de Corea, unos ₩ 200.000 millones de wongs (aproximadamente $ 200.000.000) se invierten en este "Teherán Valley".
Teheranno es una sección de 3,5 kilómetros de la carretera 90 de Corea, y se extiende hacia el este de Gangnam Station a Samseong Station y COEX / KWTC complejo.  Yeoksam y  Seolleung también se encuentran en las estaciones de Teheranno. Todas las estaciones están en Línea 2 del metro de Seúl.

## Nombre
En 1976, el Gobierno Metropolitano de Seúl sugiere que la ciudad de Seúl y de Teherán, Irán cambio de los nombres de calles con motivo de la visita a Corea del alcalde de Teherán. Al año siguiente, la calle anteriormente nombrada Samneungno pasó a llamarse Teheranno, que se desarrolló a través de un área relativamente poco desarrollado recientemente anexado en Seúl (en 1963). En los años siguientes, el distrito de Gangnam-gu experimentado un crecimiento fenomenal y las olas de la construcción que continúa hasta hoy, con Teheranno convirtiéndose en una de las calles más concurridas de Corea del Sur. Seúl St. en Teherán se ejecuta en el norte de la ciudad, cerca de la Evin distrito.

## Galería de fotos

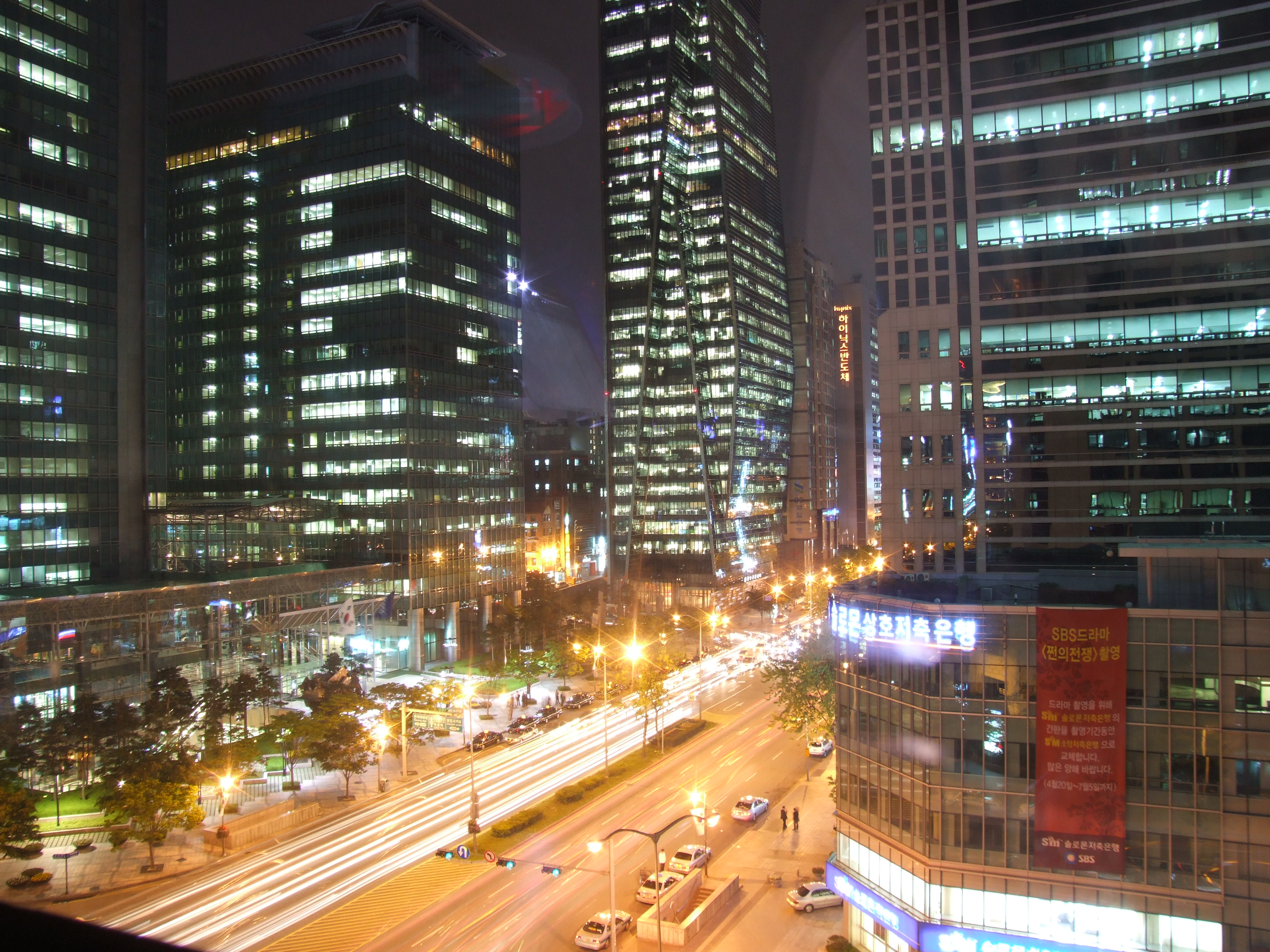
Posco intersección
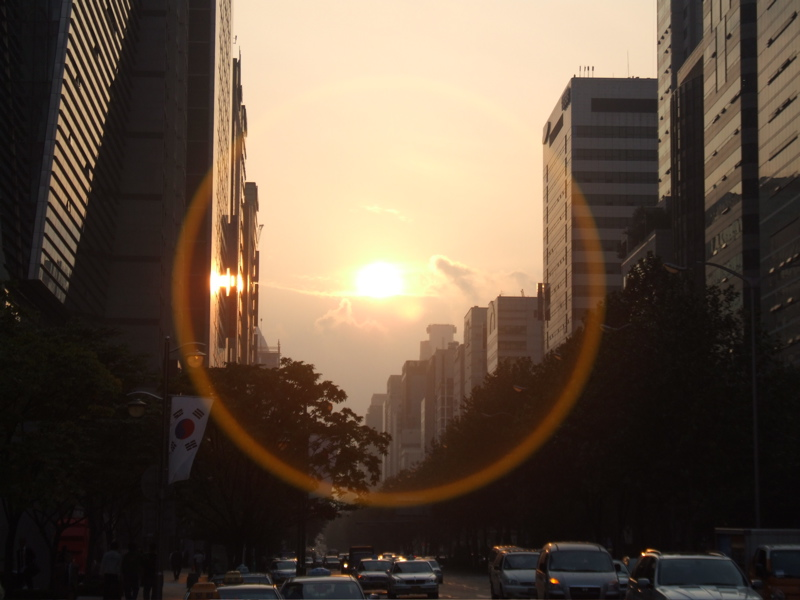
Posco puesta de sol
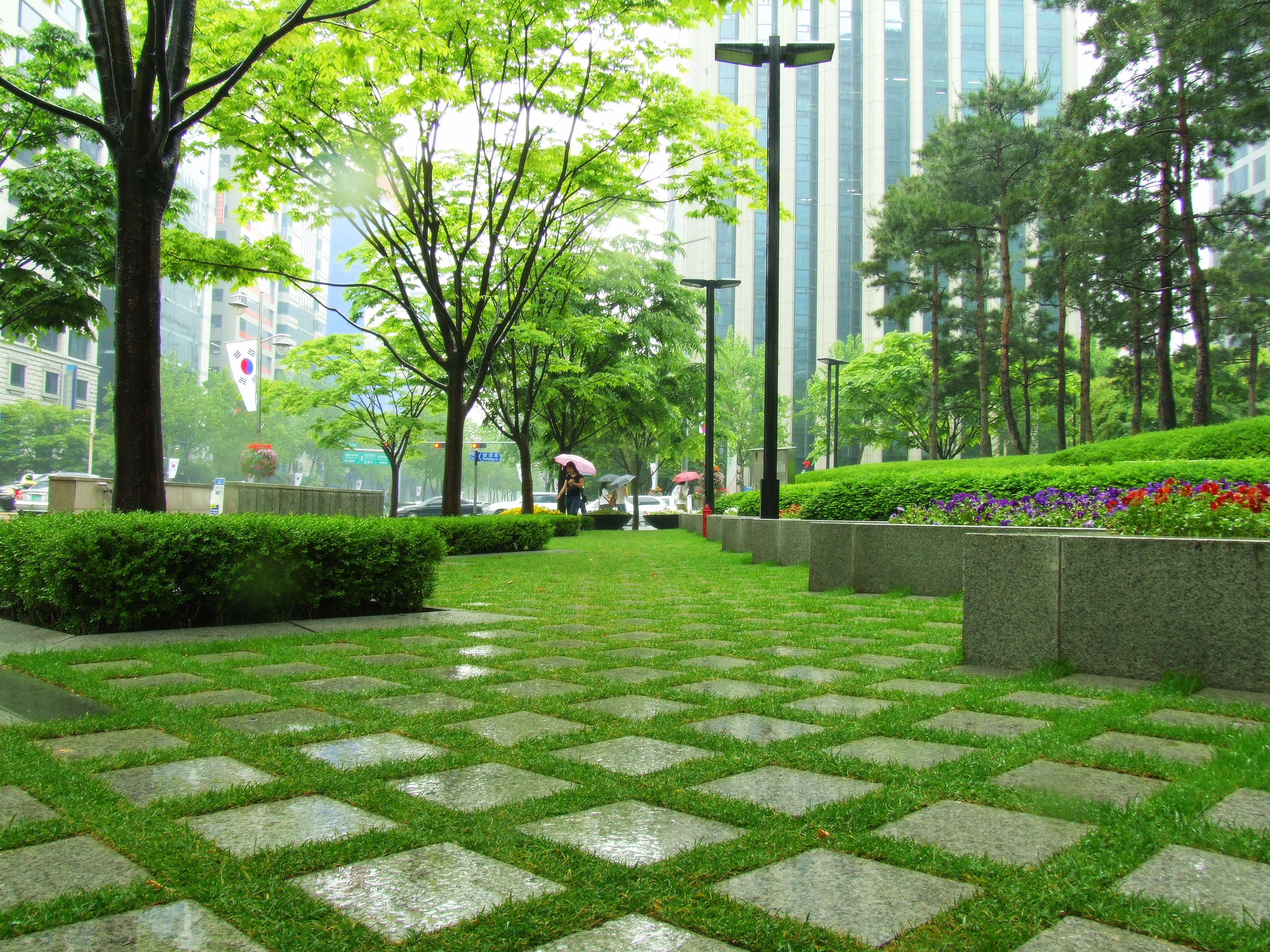
Un pequeño paseo en un día lluvioso
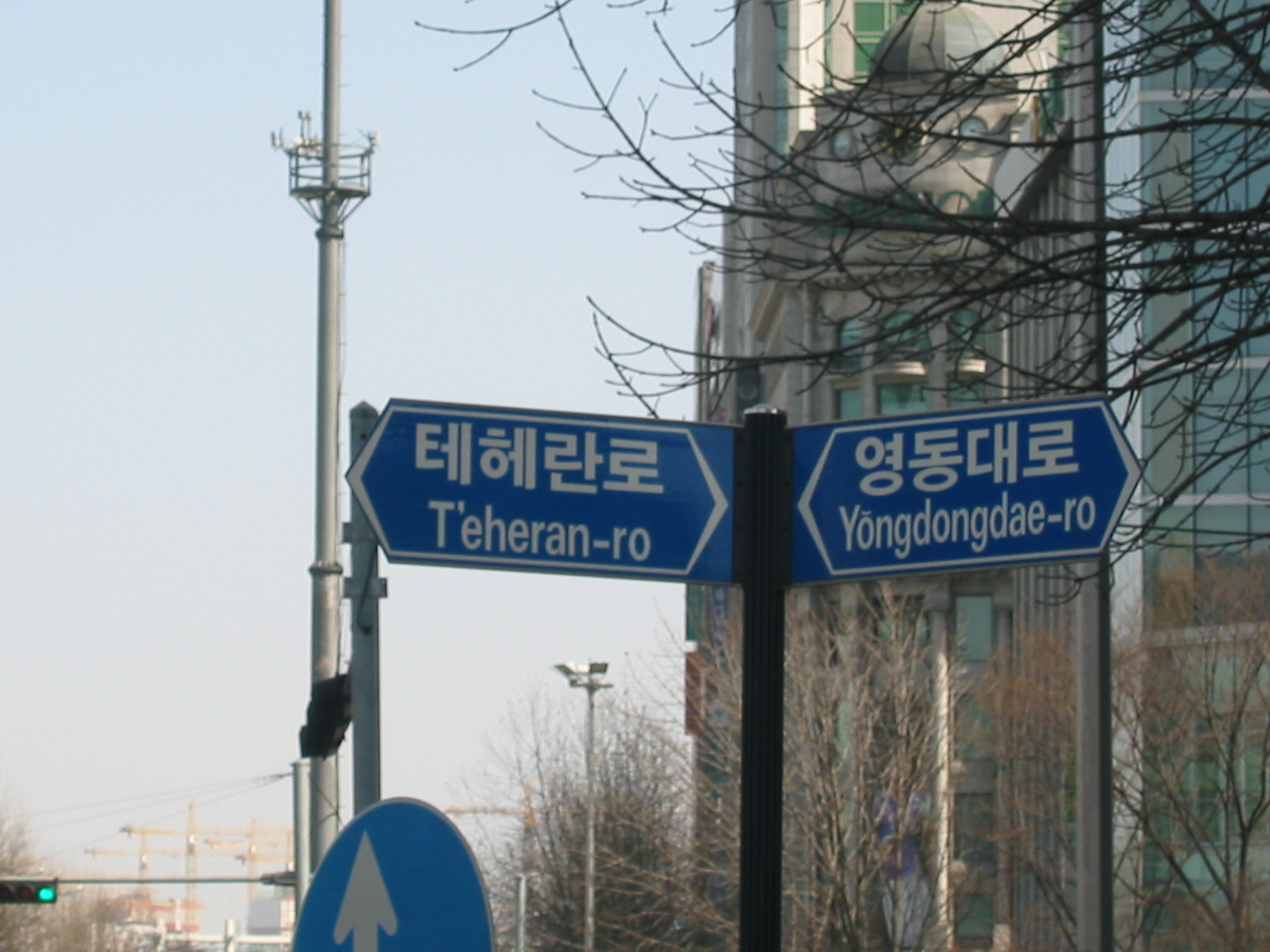
Roadsign, COEX - KWTC intersección